# 4695 Медіоланум
4695 Медіоланум (4695 Mediolanum, 1985 RU3, 1952 BU1, 1972 RY1, 1981 UP15, 1983 EO1, A911 UF) — астероїд головного поясу, відкритий 7 вересня 1985 року.
Тіссеранів параметр щодо Юпітера — 3,335.